# Nesaquake
Nesaquake (Missaquogue), pleme američkih Indijanaca porodice Algonquian naseljeno u 17. stoljeću na području blizu današnjeg Smithtowna, točnije na području današnjeg državnog parka Caleb Smith State Park, na Long islandu, u današnjoj američkoj saveznoj državi New York. Godine 1663. obitelj Smith od Indijanaca kupuju zemlju zbog intenzivne sadnje, a na mjestu gdje se nalazilo glavno istoimeno indijansko selo Nesaqueke, kasnije će nastati grad Smithtown, koji je po obitelji Smith dobio ime.  Pleme će se izgubiti u ostaloj Metoac-populaciji, čiji su bili članovi a njihovo ime u malo drugačijem obliku sačuvat će se u imenu rijeke Nissequogue.